# Gorongosa (distrito)

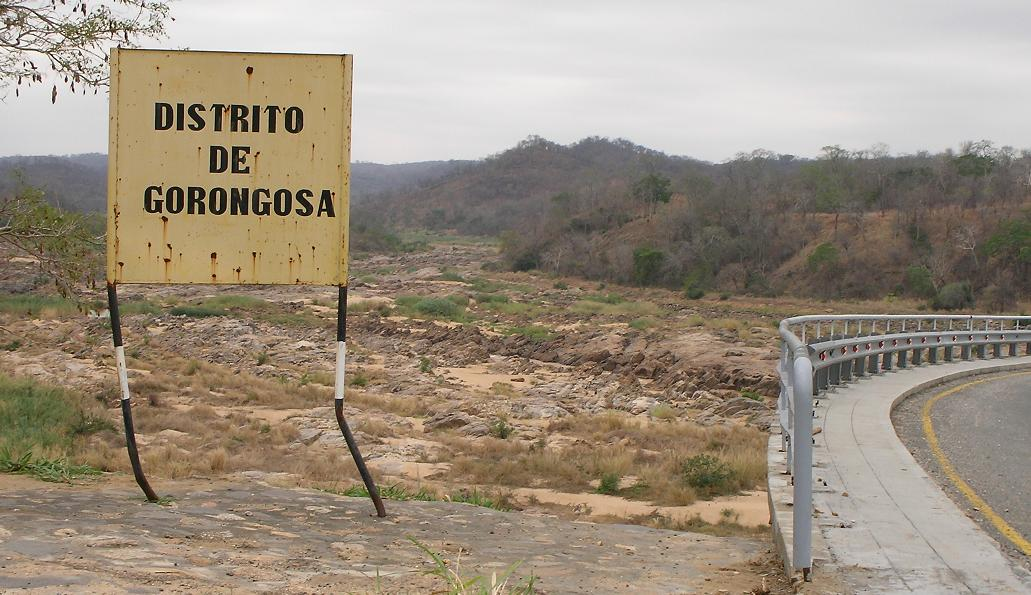
Entrando no Distrito da Gorongosa

localização do distrito de Gorongosa em Moçambique

Gorongosa é um distrito da província de Sofala, em Moçambique, com sede na vila de Gorongosa. Tem limite, a norte e oeste com o distrito de Macossa, a sudoeste com o distrito de Gondola (distritos da província de Manica), a sul  com o distrito de Nhamatanda, a leste com os distritos de Muanza e Cheringoma, e a nordeste com o distrito de Maringué. Grande parte do Parque Nacional da Gorongosa, criado em 1960, localiza-se no distrito.

## História
Gorongosa foi um prazo durante o regime colonial, tendo o seu apogeu no século XIX, incluindo o território do actual distrito.
Até 1975 constituía uma circunscrição administrativa, tornando-se um distrito depois da independência nacional.

## Demografia
De acordo com o Censo de 2017, o distrito tem 176 845 habitantes e uma área de 6 776km²,  daqui resultando uma densidade populacional de 20,1 h/km².
| 1960   | 1970   | 1980    | 1997   | 2007   | 2017   |
| 44 573 | 60 522 | 106 079 | 77 877 | 65 660 | 83 257 |

A maioria da população fala a língua Ndau e professa a religião Zione.

## Divisão administrativa
O distrito está dividido em três postos administrativos (Gorongosa, Nhamadzi e Vunduzi), compostos pelas seguintes localidades:
- Posto Administrativo de Gorongosa:
  - Vila de Gorongosa
  - Pungué
  - Tambarara
- Posto Administrativo de Nhamadzi:
  - Nhamadzi
- Posto Administrativo de Vunduzi:
  - Vunduzi

De notar que em 2008 a vila de Gorongosa, até então uma divisão administrativa a nível de posto administrativo, foi elevada à categoria de município.